# Tillsonburg
Tillsonburg es un pueblo canadiense situado en la provincia de Ontario.

## Superficie
Tillsonburg tiene una superficie de 22,2 km².

## Demografía
En 2021, tenía 18 615 habitantes, una densidad poblacional de 838,6 hab./km², y 8494 viviendas.